# Bicaudavirus
Pour les articles homonymes, voir ATV.
Famille
Genre
Espèce
Bicaudavirus pozzuoliense, anciennement Acidianus Two-tailed Virus (ATV), la seule espèce du  genre Bicaudavirus, est un virus parasite d'une archée, Acidianus convivator, des sources hydrothermales acides. Il appartient à la famille monotypique des Bicaudaviridae et au genre Bicaudavirus représenté par la seule espèce Bicaudavirus pozzuoliense (Acidianus Two-tailed Virus). 
Il possède la particularité d'effectuer une partie de son assemblage en dehors de toute cellule-hôte, alors que tous les autres virus connus en sont strictement incapables : lorsqu'il bourgeonne d'une cellule qu'il a infecté, il a la forme d'un citron. Ensuite, deux « bras » poussent de part et d'autre, quand la température est comprise entre 75 et 90 °C. Ces « bras » faciliteraient l'infection d'un nouvel hôte. L'archée hôte vit en effet à proximité des sources hydrothermales où les températures avoisinent les 80 °C.